# Associazione Sportiva Alba 1943-1944
Questa voce raccoglie le informazioni riguardanti l'Associazione Sportiva Alba nelle competizioni ufficiali della stagione 1943-1944.

## Rosa
| N. |                   | Ruolo | Calciatore                |
| -- | ----------------- | ----- | ------------------------- |
|    | Italia (bandiera) | P     | Erminio Battaglia         |
|    | Italia (bandiera) | P     | Benedetti                 |
|    | Italia (bandiera) | D     | Polverani                 |
|    | Italia (bandiera) | D     | Cenci                     |
|    | Italia (bandiera) | D     | Attili                    |
|    | Italia (bandiera) | D     | Roberti                   |
|    | Italia (bandiera) | C     | Alfredo Marini            |
|    | Italia (bandiera) | C     | Oddi                      |
|    | Italia (bandiera) | C     | Cesari                    |
|    | Italia (bandiera) | C     | Gianfranco Dell'Innocenti |
|    | Italia (bandiera) | C     | Iannarelli                |

| N. |                   | Ruolo | Calciatore          |
| -- | ----------------- | ----- | ------------------- |
|    | Italia (bandiera) | C     | Benigni             |
|    | Italia (bandiera) | C     | Botticelli          |
|    | Italia (bandiera) | A     | Piatti              |
|    | Italia (bandiera) | A     | Gustavo Scagliarini |
|    | Italia (bandiera) | A     | Testoni             |
|    | Italia (bandiera) | A     | Omero Urilli        |
|    | Italia (bandiera) | A     | Sabatini            |
|    | Italia (bandiera) | A     | Otello Trombetta    |
|    | Italia (bandiera) | A     | Luciano Rossi Levi  |
|    | Italia (bandiera) | A     | Licoccia            |
|    | Italia (bandiera) | A     | Alessandroni        |